# Шалу Мулине
Шалу Мулине (фр. Chalou-Moulineux) насеље је и општина у Француској у региону Париски регион, у департману Есон која припада префектури Етан.
По подацима из 2011. године у општини је живело 417 становника, а густина насељености је износила 39,83 становника/km². Општина се простире на површини од 10,47 km². Налази се на средњој надморској висини од 140 метара (максималној 148 m, а минималној 96 m).

## Демографија
| 1962. | 1968. | 1975. | 1982. | 1990. | 1999. | 2011. |
| ----- | ----- | ----- | ----- | ----- | ----- | ----- |
| 220   | 226   | 232   | 303   | 389   | 370   | 417   |

График промене броја становника у току последњих година